# Église Saint-Alban-et-Saint-Léonard de Manheim

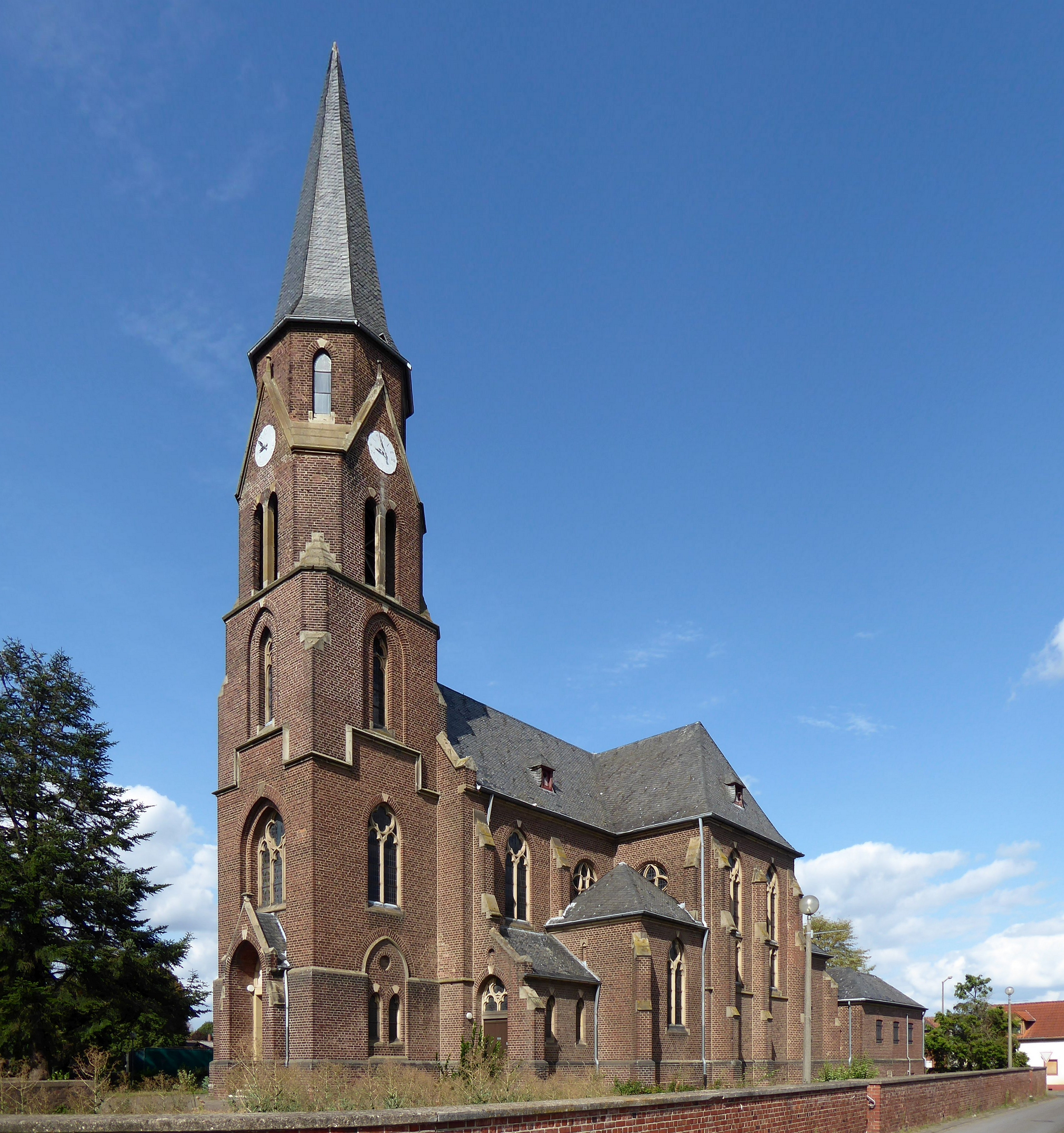
Vue de l'église de Manheim.

L'église Saint-Alban-et-Saint-Léonard (Kirche St. Albanus und Leonhardus) est une église catholique située à Manheim en Allemagne, village dépendant de la ville de Kerpen, dans l'arrondissement de Rhin-Erft. Bien qu'elle fasse partie de la liste des monuments historiques de Kerpen, elle est vouée à la démolition en 2020. C'est une église de style néogothique. Le village fondé au IXe siècle et qui a compté jusqu'à 1 700 habitants, doit disparaître pour laisser la place à une mine à ciel ouvert.

## Histoire
Une église est consacrée à Manheim en 1356, qui remplace une autre église qui remontait à l'époque carolingienne. Une nouvelle église de style gothique tardif est construite au XVIe siècle, avec un clocher érigé en 1656. Il en reste une partie du chœur que l'on remarque dans la dernière église actuelle construite en 1898 par l'architecte Franz Statz.

## Avenir
Cette église est condamnée à être démolie en 2020 afin de laisser plus de place à la mine de Hambach, car l'exploitation de la mine à ciel ouvert doit s'agrandir jusqu'au village de Manheim en 2022. Il est proposé de construire une petite chapelle d'une quarantaine de places, en remplacement de l'église dans la partie moderne du village construite à partir de 2011 pour remplacer l'ancien village. Quant à la paroisse Saint-Alban-et-Saint-Léonard, elle disparaît en 2013 pour fusionner avec la paroisse Saint-Martin de Kerpen.